# Höfen bei Thun
Höfen is een plaats en voormalige gemeente in het Zwitserse kanton Bern, en maakt deel uit van het district Thun.
Höfen telt x inwoners. In 2014 is de gemeente gefuseerd samen met de andere gemeenten Niederstocken en Oberstocken en hebben de nieuwe gemeente Stocken-Höfen gevormd.